# Daniel Odija
Daniel Odija (ur. 13 maja 1974 w Słupsku) – polski pisarz, dziennikarz, publicysta i animator kultury.

## Życiorys
Uczęszczał do I Liceum Ogólnokształcącego im. Bolesława Krzywoustego w Słupsku, gdzie w 1993 zdał egzaminy maturalne. Absolwent Akademii Pomorskiej w Słupsku. Studiował później w Mistrzowskiej Szkole Reżyserii Filmowej Andrzeja Wajdy w Warszawie. Pracował w słupskim oddziale Telewizji Polskiej.
Publikował w wielu periodykach literackich, w roku 2000 – nakładem słupskiego oddziału Związku Literatów Polskich – ukazał się zbiór jego opowiadań zatytułowany Podróże w miejscu. Kolejne jego książki zostały wydane przez Wydawnictwo Czarne. Jego twórczość zalicza się do tzw. Prozy Północy. 
Jego pierwszą książką, która się ukazała jest Ulica. W swoich utworach pisarz maluje realistyczny obraz tzw. Polski B przełomu tysiącleci. Akcja jego powieści i opowiadań rozgrywa się w podupadłych miasteczkach (Ulica) oraz na popegeerowskiej wsi (Tartak). Bohaterami Odiji są przegrani transformacji ustrojowej – bezrobotni, bezdomni, podupadli intelektualiści, robotnicy oraz drobni kombinatorzy, złodzieje i oszuści, ale także młodzi ludzie dopiero wkraczający w dorosłość. Wszyscy z trudem utrzymują się na powierzchni, żyjąc z dnia na dzień bez większej nadziei na poprawę losu. Powieść Tartak w 2004 znalazła się wśród finalistów Nagrody Literackiej Nike, a Kronika umarłych była nominowana do Nagrody Literackiej Nike w 2011. 
Publikował m.in. w Ozonie, Tygodniku Powszechnym, Gazecie Wyborczej, Playboyu, Piśmie, czy Blizie oraz w antologiach literatury współczesnej. Jego opowiadania zostały przetłumaczone na kilkanaście języków, a powieści ukazały się w przekładzie na język francuski, niemiecki, ukraiński i macedoński.
Mieszka w Słupsku.

## Twórczość (wybór)
W dorobku publikacyjnym D. Odija znajdują się m.in.:
- Podróże w miejscu (Wydawnictwo Agora, 2000)
- Ulica (Wydawnictwo Czarne, 2001)
- Tartak (Wydawnictwo Czarne, 2003)
- Szklana huta (Wydawnictwo Czarne, 2005)
- Niech to nie będzie sen (Wydawnictwo Literackie, 2008)
- Kronika umarłych (Wydawnictwo W.A.B., 2010)
- Stolp. komiks, scen.: Daniel Odija, rys.: Wojciech Stefaniec, (Wydawnictwo Komiksowe, 2017)[1]
- Przezroczyste głowy (Wydawnictwo Literackie, 2018)
- Rita, komiks scen.: Daniel Odija rys. Wojciech Stefaniec (Timof Comics, 2019)
- Pusty przelot (Wydawnictwo Czarne, 2021)
- Rege, komiks, scen.: Daniel Odija, rys. Wojciech Stefaniec (Timof Comics, 2023)
- ale, tomik poetycki (Wydawnictwo Warstwy, 2024)[7]